# Операція «Поза межами»
Операція «Поза межами» (івр. ‏מחוץ לקופסה‏‎, англ. Outside the Box), раніше також відома, як «Фруктовий сад» (івр. מבצע בוסתן, англ. Orchard)  — операція, під час якої ізраїльські ВПС здійснили повітряний напад на сирійський ядерний реактор, розташований в мухафазі Дайр-ез-Заур.
Напад відбувся після півночі (місцевого часу) 6 вересня 2007 року.
До складу групи, що здійснила атаку, входили винищувачі F-15I Ra'am та F-16I Sufa з повітряних баз «Хацерім» і «Рамон». Усього в операції брали участь вісім літаків..
Внаслідок атаки будівля і реактор були повністю зруйновані без можливості відновлення.

### Розвідувальна інформація
Навесні 2004 року Агентство національної безпеки США (АНБ) зафіксувало велику кількість телефонних дзвінків між Сирією та Північною Кореєю, серед яких переважали зв'язки між Пхеньяном і Аль-Кібар, невеликим населеним пунктом у сирійській пустелі. Інформація АНБ була передана ізраїльському підрозділу радіорозвідки 8200.
З кінця 2004 року військова розвідка Ізраїлю (АМАН) та Моссад отримували неперевірену інформацію про іноземних експертів, що допомагають Сирії розробити військову ядерну програму. Розглядалася можливість будівництва ядерного реактора за допомогою Північної Кореї або Пакистану.
Протягом наступного року розвідка та Моссад збирали інформацію щодо сирійської ядерної програми. У квітні 2006 року підрозділ військової розвідки 9900, що спеціалізується на аналізі супутникових зображень, виявив підозрілу будівлю в північній частині Дайр-ез-Заур. АМАН визначив структуру сирійського ядерного реактора та ще кілька підозрілих будівель поблизу Дайр-ез-Заур, на північний схід від Дамаску. За оцінками АМАН, реактор мав бути введений в експлуатацію вже наприкінці 2007 року.
У наступні місяці пошуки сконцентрувалися на збиранні розвідувальних даних про підозрілий об'єкт і на початку березня 2007 року Моссад отримав знімки, зроблені в середині будівлі. Ці фотографії остаточно підтвердили підозри Ізраїлю.
Близько 10 отриманих фото не залишили сумніві, що це плутонієвий реактор. Він був розташований далеко від населених місць, менш ніж за 1 кілометр від річки Євфрат, поблизу іранського та турецького кордонів.
На знімках були зафіксовані північнокорейські працівники, а зовнішній вигляд реактора був ідентичним унікальному реактору Йонбьон, побудованому Північною Кореєю в попереднє десятиліття. На одній з фотографій були упізнані поруч Чон Чібу та Ібрагім Отман, відповідно, провідний спеціаліст північнокорейської ядерної програми, головний інженер реактора Йонбьон та директор Сирійської комісії з атомної енергії.

### Контакти зі США
У квітні 2007 року міністр оборони Ізраїлю Амір Перец ознайомив з ситуацією тодішнього міністра оборони США Роберта Гейтса під час його візиту до Ізраїлю.
Одночасно голова Моссаду Меїр Даган вирушив до Вашингтона і зустрівся з цього приводу з директором ЦРУ Майклом Гейденом, віце-президентом Чейні та радником з питань національної безпеки Стівеном Гедлі.
За дорученням президента Буша надана ізраїльтянами інформація була перевірена й підтверджена ЦРУ, Національною агенцією з геопросторової розвідки та експертами з ядерної зброї.
Проте Сполучені Штати, за результатами внутрішніх дискусій, вирішили утриматися від проведення військової операції. Офіційно причиною була названа низька впевненість щодо використання реактора саме у збройних цілях.
Більш важливими причинами відмови були наслідки попереднього втручання в Іраку, непевність у можливостях Ізраїлю захиститися в разі сирійської відповіді, заплановані переговори світових держав з Північною Кореєю щодо її ядерного проекту та перспективи близькосхідної мирної конференції.

### Рішення про операцію
Зважаючи на ситуацію, ізраїльське керівництво вирішило діяти самостійно.
Серед ізраїльських високопосадовців відбулася дискусія щодо терміновості і можливих наслідків операції. Реакція Сирії була непередбачуваною і, одночасно з підготовкою атаки на реактор, сухопутні війська влітку 2007 року готувалися до можливої масштабної війни на півночі. У підсумку була обрана стратегія авіаційного удару.
На початку вересня 2007 американський журналіст звернувся до прес-секретаря ізраїльського посольства у Вашингтоні із питанням, чи відомо Ізраїлю про військовий ядерний реактор, який будує Сирія на своїй території.
Такі повідомлення в ЗМІ могли б попередити Башара Асада про розкриття його таємниці та викликати його превентивні дії. Тому 5 вересня ізраїльський уряд обговорив ситуацію останній раз і надав прем'єр-міністру Ехуду Ольмерту, міністру оборони Ехуду Бараку та міністру закордонних справ Ципі Лівні повноваження схвалити військовий підхід та терміни атаки.

### Атака

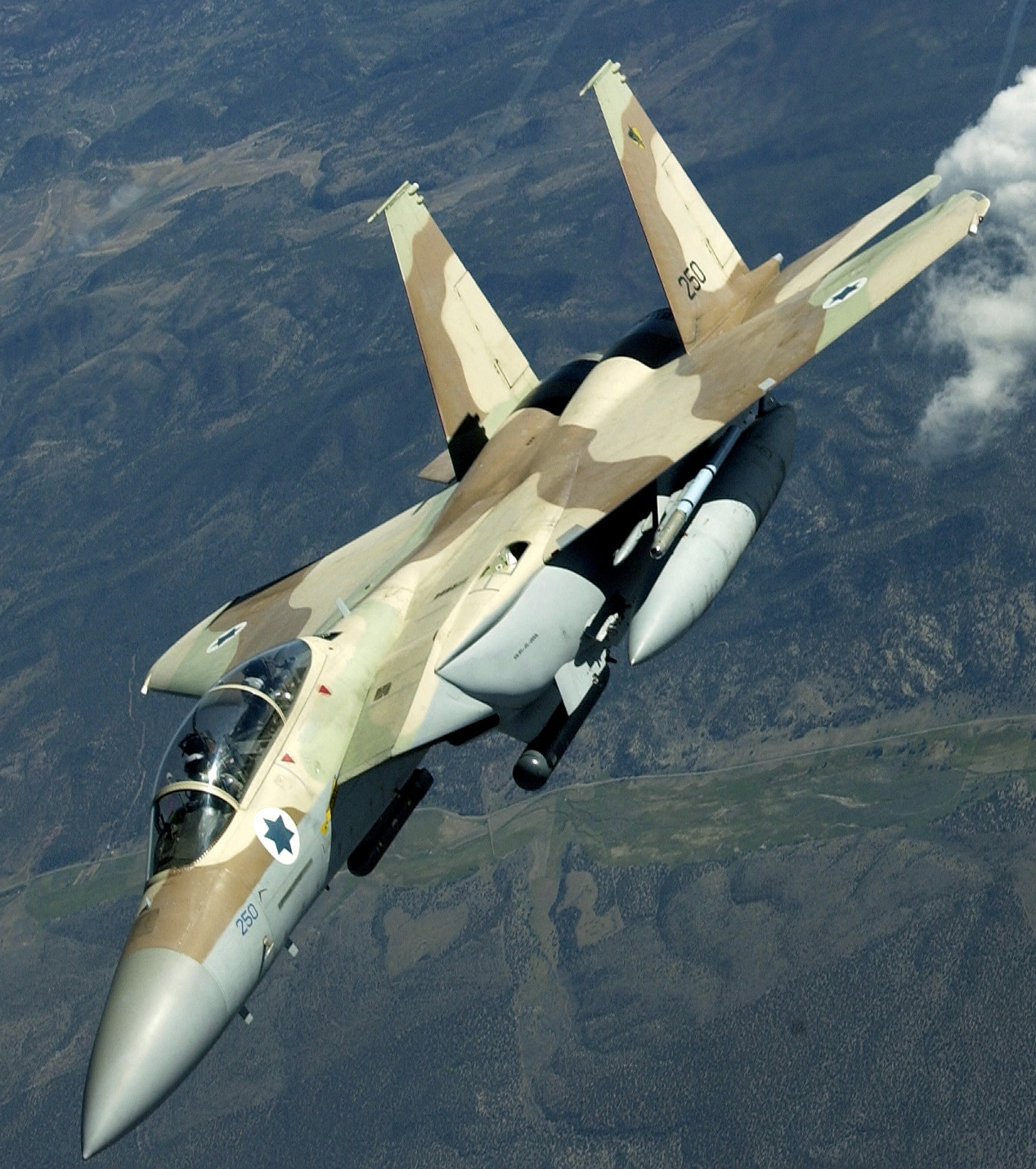
Винищувач F-15I Ra'am 69-ї ескадрильї

У ніч з 5 по 6 вересня 2007 р. Ехуд Ольмерт прибув до командного бункера ВПС Ізраїлю в штаб-квартирі ЦАХАЛ у Тель-Авіві. Разом із прем'єром за перебігом подій стежили Ехуд Барак, Ципі Лівні, начальник АМАН Амос Ядлін та начальник штабу ЦАХАЛ Габі Ашкеназі. Підготовку, планування та безпосереднє керівництво атакою здійснював командувач ВПС Ізраїлю генерал-лейтенант Еліезер Шкеді.
Операція розпочалася о 22:30. Чотири винищувачі F-15I Ra'am 69-ї ескадрильї, два винищувачі F-16I Sufa 253-ї ескадрильї та два F-16I Sufa 119-ї ескадрильї були підняті з повітряних баз «Хацерім» і «Рамон». Вони пролетіли в бік Середземного моря, потім уздовж узбережжя на північ, далі повернули на схід в бік кордону між Туреччиною і Сирією. Між 0:40 та 0:53 за місцевим часом сирійський ядерний об'єкт був атакований і повністю зруйнований. До 2:30 ранку всі літаки благополучно повернулися на аеродроми базування. Отримані наступного ранку супутникові знімки довели, що реактор зруйнований і відновленню не підлягає.

### Сирійська реакція

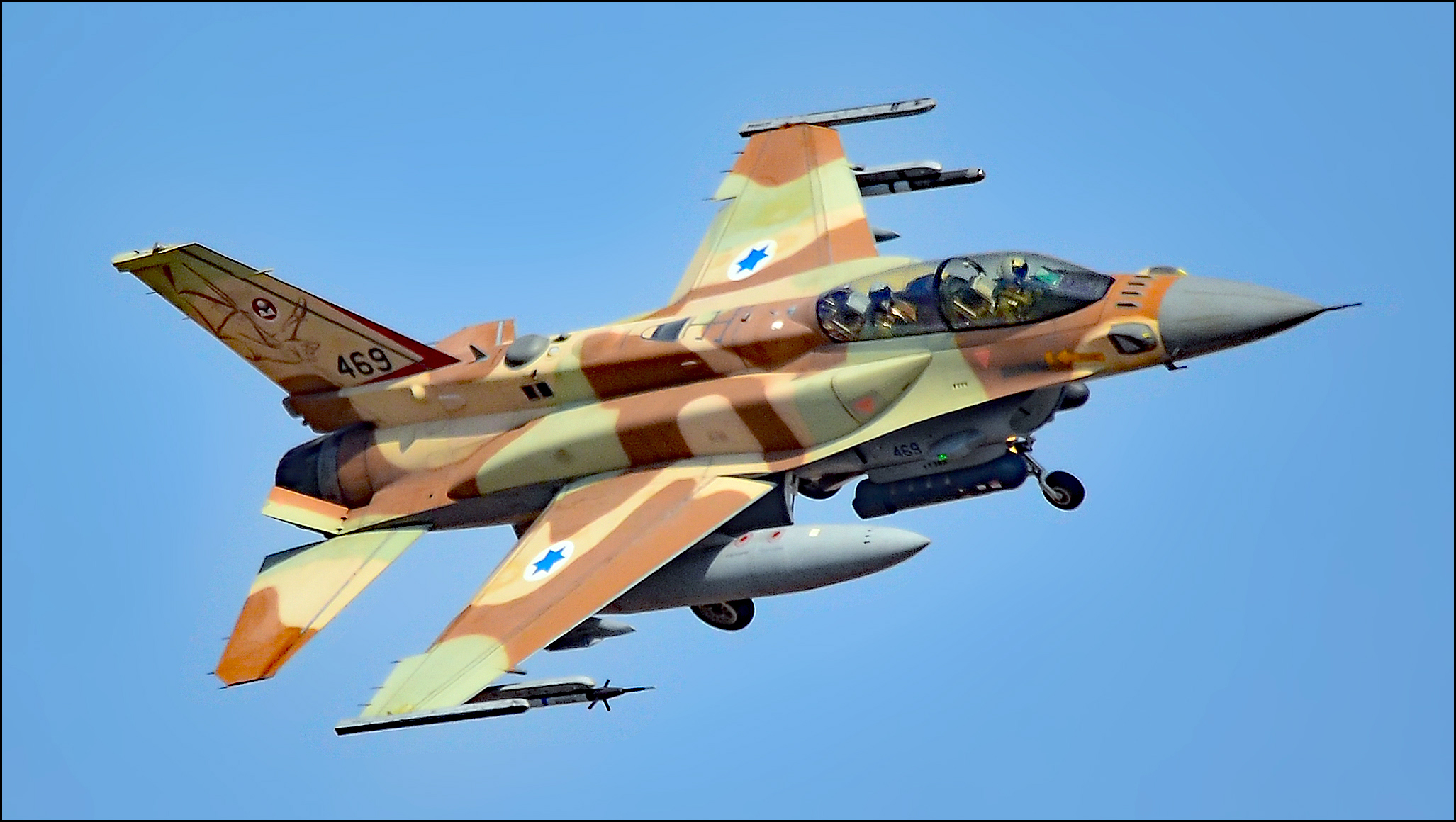
Винищувач ВПС Ізраїлю F-16I Sufa

Наступного дня офіційне Сирійське інформаційне агентство SANA повідомило, що ізраїльські літаки проникли в повітряний простір країни, скинули боєприпаси в пустелі без жодної шкоди і були вигнані з території країни вогнем протиповітряної оборони.
За три тижні, в інтерв'ю Бі-бі-сі Башар Асад повідомив, що ізраїльські військові літаки здійснили напад на військову будівлю, яку ніхто не використовував, і що Дамаск має право на відповідь.
1 жовтня 2007 року на щорічних дебатах Генеральної Асамблеї ООН міністр закордонних справ Сирії Валід аль-Муалем звинуватив Ізраїль у посиленні напруги в регіоні і закликав Раду Безпеки засудити порушення кордону 6 вересня, як акт ізраїльської агресії, але мети і результатів нападу не вказав.

### Міжнародна реакція
Ізраїль намагався утримуватися від будь-яких публічних заяв про події. Ізраїльське керівництво вважало, що збереження таємниці допоможе сирійському диктатору Башару Асаду врятувати обличчя і не змусить його надавати відповідь, яка могла б призвести до повномасштабної війни.
Тим не менш, інформація щодо інциденту, з посиланням на різноманітні джерела, почала з'являтися у світових ЗМІ майже одразу.
Північна Корея невдовзі заявила, що недавні повідомлення засобів масової інформації щодо надання Кореєю допомоги в ядерній програмі Сирії є безпідставними, це змова, спрямована проти поліпшення стосунків КНДР зі Сполученими Штатами
Наприкінці жовтня 2007 року The Washington Post, з посиланням на незалежних експертів Інституту науки та міжнародної безпеки, Девіда Олбрайта й Пола Бренана ідентифікували за фотографіями знищений сирійський об'єкт як газографітовий ядерний реактор, ідентичний до південнокорейського і здатний виробляти ядерний матеріал для однієї бомби на рік. Ізраїльські чиновники і Білий дім відмовилися від коментарів.
У заяві Білого дому від 24 квітня 2008 року повідомлялося, що за даними американської розвідки, ядерний об'єкт, побудований Сирією у співробітництві з Північною Кореєю, мав використовуватися для військових цілей. 28 квітня 2008 року цю точку зору підтвердив тодішній директор ЦРУ Майкл Хайден.
За кілька місяців США зажадали від МАГАТЕ провести розслідування «можливої секретної ядерної програми Сирії».
Діяльність експертів МАГАТЕ в Сирії спіткала утруднення, тому у попередньому звіті МАГАТЕ не вистачало доказів того, що об'єкт міг бути використаний для визначених США та Ізраїлем цілей.. Остаточний результат тесту повинен був стати відомим після розслідування.
Згідно зі звітом МАГАТЕ 2011 року, бомбардована будівля за типом і розміром була подібна до реактора, а знайдені на місці зразки доводили зв'язок з ядерною діяльністю.
21 березня 2018 року Ізраїль вперше офіційно визнав, що 2007 року він бомбардував сирійський ядерний реактор і нагадав, що ця атака повинна стати попередженням Ірану щодо недозволеності розробки ядерної зброї.